# Lucien Martin
Lucien Martin (* 30. Mai 1908 in Montreal; † 29. Oktober 1950 ebenda) war ein kanadischer Violinist und Dirigent.

## Leben
Martin hatte ersten Violinunterricht bei seinem Vater, dem Violinisten und Geigenbauer Cyrice Martin. Auf Empfehlung von Claude Champagne wurde er bereits im Alter von sieben Jahren in das Conservatoire National du Montreal aufgenommen. Er studierte Violine bei Albert Chamberland (1917–1920), Alfred De Sève (1920–1923) und Camille Couture (1923–1925) und Harmonielehre bei Georges-Émile Tanguay.
Von 1925 bis 1928 trat er in zahlreichen Städten der USA auf, danach setzte er seine Studien bei Camille Couture fort. 1931 gewann er den Prix d’Europe und studierte zwei Jahre bei Maurice Hayot (1862–1945) in Frankreich. Nach seiner Rückkehr nach Kanada war er Violinist beim Orchestre symphonique de Montréal (OSM) und trat als Solist in Montreal und Quebec sowie in Rundfunkaufnahmen auf. Mit dem OSM führte er 1935 Max Bruchs Erstes Violinkonzert auf.
Nach einem erneuten Parisaufenthalt, bei dem er bei George Enescu studierte, war Martin 1937/1938 Zweiter Violinist im Dubois String Quartet. Daneben widmete er sich verstärkt der Rundfunkarbeit, unter anderem in der Sendereihe Les Joyeux Troubadours der CBC, und trat als Dirigent auf. Unter anderem führte er im Delorimier-Stadion Henri Miros Scènes mauresques auf.
Seine einzige publizierte Komposition La Chanson des belles auf einen Text von Tristan Klingsor wurde von Jeanne Desjardins in der CBC-Sendung Sérénade pour cordes uraufgeführt.